# 赫爾松西瓜

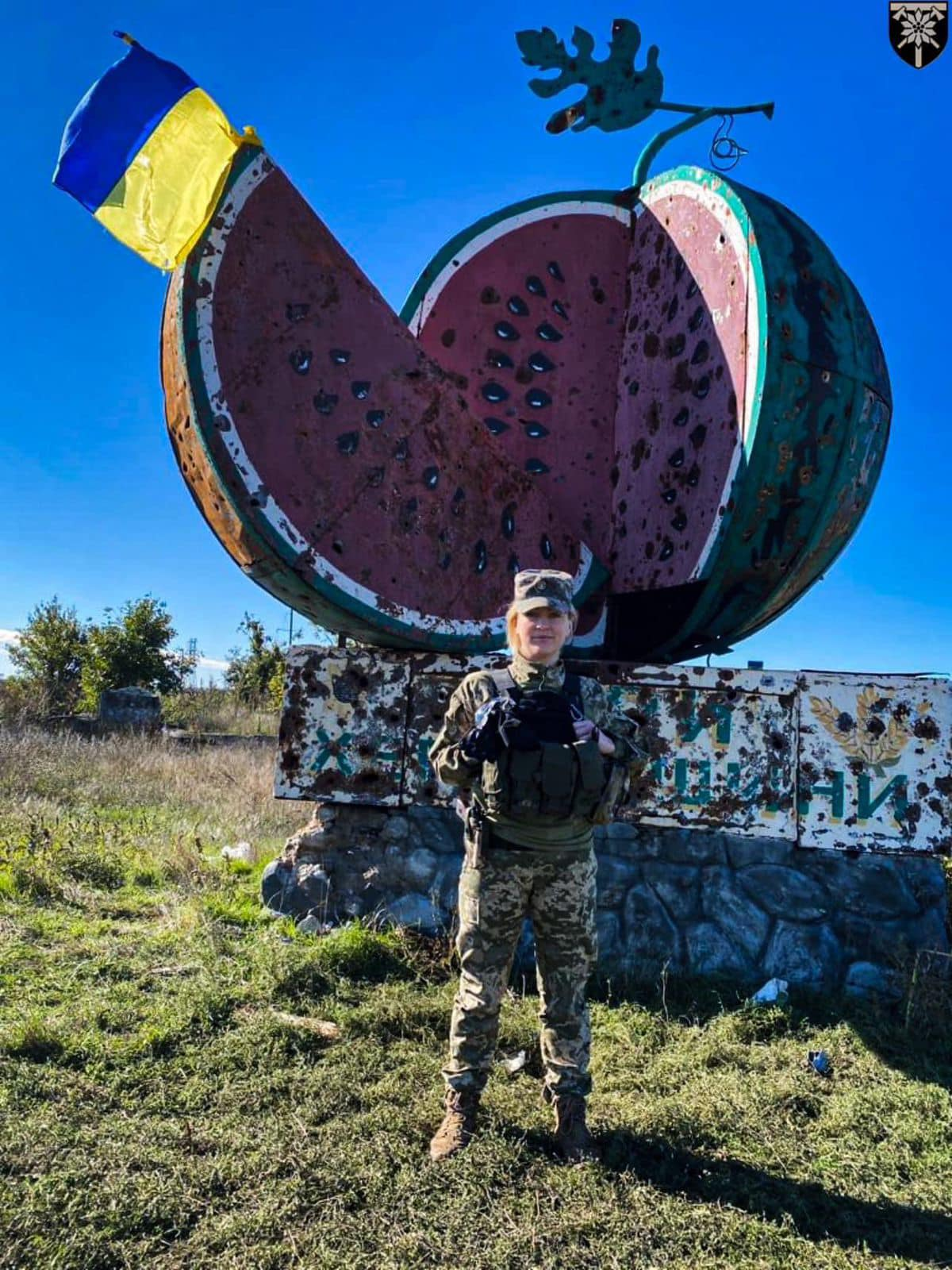
第128山地突擊旅的一名士兵在奥索科里夫卡附近的西瓜地標前拍照，攝於2022年10月

赫爾松西瓜是乌克兰南部州份赫尔松州的象征。乌克兰50%以上的西瓜都是出产自赫尔松州，它們大多數會被透過船隻沿第聶伯河运往上游至基辅或其他地方。

## 历史
赫爾松的西瓜一般被认为是由克里米亞韃靼人在18世纪前引入。在第二次世界大战期间，由於糖的使用受到限制，赫尔松州的居民会將煮熟的西瓜制作糖漿或果酱。在俄罗斯2022年全面入侵前，赫爾松每年都有电视转播一艘艘装满西瓜的貨船沿着第聂伯河离开當地。

### 俄罗斯入侵乌克兰
在2022年俄羅斯的全面入侵和随后的占领期间，该地区的農夫无法种植西瓜。因此，西瓜成为赫尔松當地希望的象征。在2022年聯合國氣候變化大會上，一個西瓜連同一面烏克蘭國旗一同出現在乌克兰的代表席上。2022年十一月中，烏克蘭總統弗拉基米尔·泽连斯基在月抵达剛被光复的赫尔松时开玩笑地说他去那里的目的是因为“想要一个西瓜”。烏克蘭郵政局後來发行了西瓜主题邮票，以纪念烏克蘭光復赫尔松。